# 스쿨보이 큐
스쿨보이 큐 (ScHoolboy Q, 본명: Quincy Matthew Hanley, 1986년 10월 26일 ~ )는 미국의 힙합 가수이다. 블랙 히피의 멤버이며, 켄드릭 라마, 매클모어, 에이셉 라키 등과 작업한 적이 있다.